# Dorfkirche Gortz

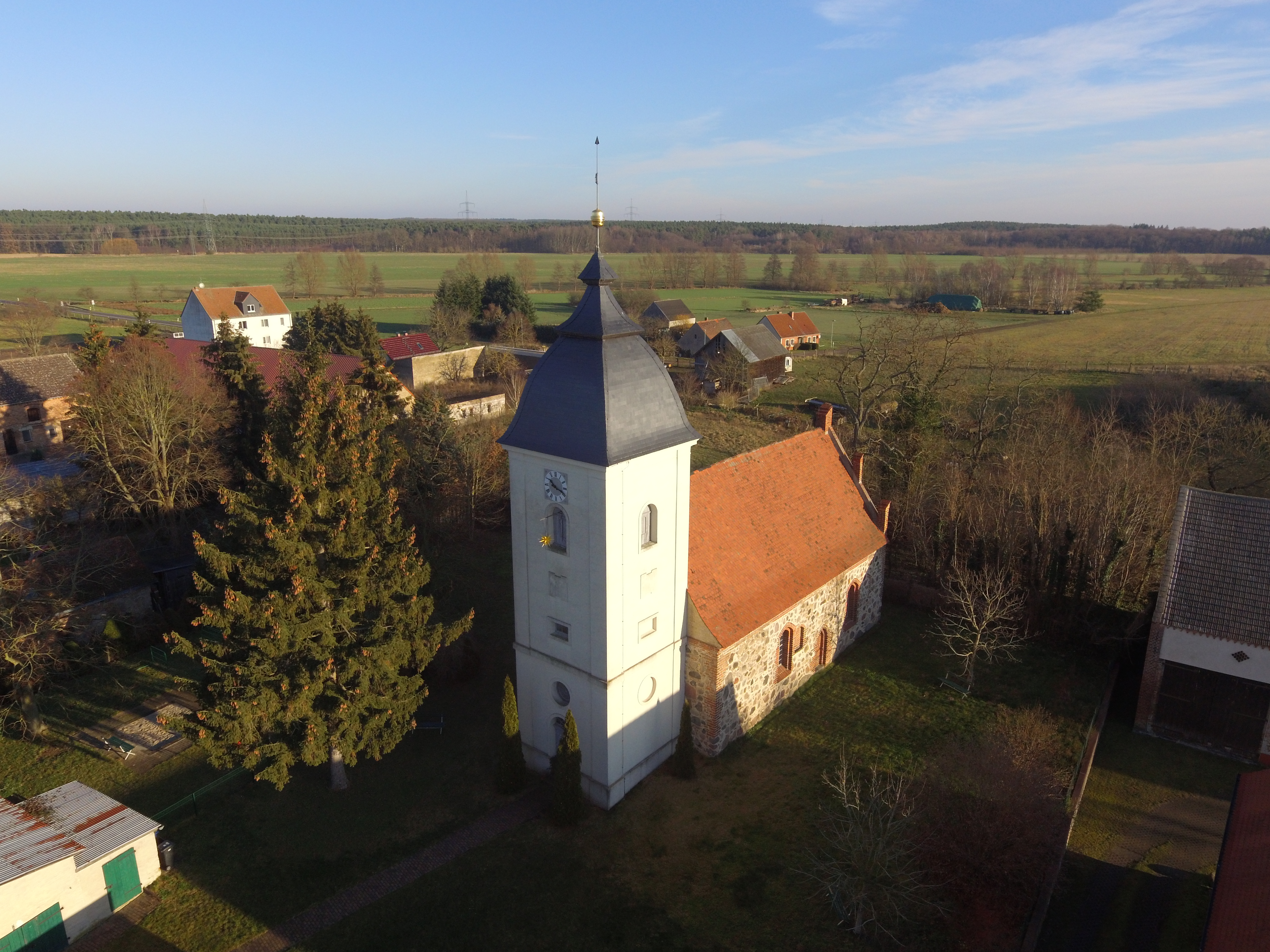
Dorfkirche Gortz im Luftbild von Südwesten

Die Dorfkirche Gortz ist eine Saalkirche und liegt im heutigen Ortsteil Gortz in der Gemeinde Beetzseeheide. Die Kirchengemeinde gehört zum Kirchenkreis Mittelmark-Brandenburg der Evangelischen Kirche Berlin-Brandenburg-schlesische Oberlausitz.

## Bauwerk

### Baugeschichte
Erstmals erwähnt wurde Gortz 1313, als in einer Urkunde von Borgardo plebano in Gardyz die Rede war. Das Dorf als villam Garditz wurde erstmals 1334 erwähnt. Im Landbuch Karls IV. von 1375 wurde die Dorfkirche von Gortz bereits erwähnt. Der heutige Bau ist mit seinem Kirchenschiff ein spätgotischer Feldsteinbau, wobei teilweise auch Backstein verwendet wurde. Erbaut wurde das Schiff zwischen 1450 und 1500. Erhalten ist der gotische Ostgiebel. Der rechteckige Saalbau hatte ursprünglich ein spitzbogiges Stufenportal nach Süden. Später wurde ein quadratischer Turm mit Westportal im Stil des Barocks angebaut. Das Dach wurde nach einem Brand im Jahr 1724 neu aufgebaut. 1836 wurde der Kirchenraum neu ausgestattet. 1906 wurde die Kirche im Inneren umfassend umgebaut. Bei diesem Umbau wurden auch die Fenster letztmals baulich verändert. Aus der Zeit des Umbaus stammen unter anderem das Gestühl, die Westempore und die Ausmalung.
Im Jahr 2001 gründete sich ein Förderverein, der sich in den kommenden Jahren für eine umfassende Sanierung und Restaurierung des Bauwerks einsetzte. Zu diesem Zeitpunkt waren die Turmhaube sowie das Dach des Kirchenschiff in einem besonders schlechten Zustand. Der Förderverein schloss mit der Kirche einen Vertrag über die kulturelle Nutzung des Bauwerks und organisierte in der Folgezeit zahlreiche Konzerte. Im Jahr 2003 konnte das Dach des Kirchenschiffs sowie die Fassade des Kirchturms saniert werden. Der Ehemann der Vereinsvorsitzenden, ein Metallbildhauer, sanierte die Turmkugel und Wetterfahne nach historischem Vorbild. 2005 wurde das Dachstuhl, die Eindeckung des Daches sowie die Verfugung der Fassaden im Kirchenschiff erneuert. Neben der Kirche sanierte der Förderverein ebenfalls die Alte Schule und richtete dort eine kleine Bibliothek ein, die für Vorträge und Lesungen genutzt wird. Im Jahr 2010 entfernte der Förderverein die Einrichtung der Winterkirche unterhalb der Empore, um damit mehr Platz für weitere kulturelle Veranstaltungen zu schaffen. Anschließend konnte die Farbfassung im Innenraum der Kirche erneuert werden. 2012 wurden die Sanierungsarbeiten abgeschlossen. Da die Anzahl der Vereinsmitglieder altersbedingt jedoch immer geringer wurde und es nicht gelang, neuen Nachwuchs zu gewinnen, löste sich der Förderverein im März 2019 nach 18 Jahren erfolgreicher Arbeit auf.

### Außenausstattung
Der barocke Kirchturm besitzt einen etwa quadratischen Grundriss. Er ist vollständig verputzt. Der Putz weist einen hellen, sandfarbenen Anstrich auf. Lediglich der Putz des Sockels zeigt einen etwas dunkleren Farbton. Auffällig ist, dass verschiedene geometrische Elemente übereinander im Turm verbaut wurden. Das Westportal ist rundbogig mit einer rechteckigen, zweiflügeligen Holztür. Oberhalb dieser füllt ein strahlenförmig mit Sprossen gestaltetes Oberlicht den Bogen aus. Der Rand des Portals ist mit einem schlichten schmalen und leicht vorspringenden Streifen, einer Fasche, profiliert. Über dem Portal befindet sich ein Ochsenauge, welches ebenfalls strahlenförmig mit Fenstersprossen gestaltet ist. Auch um dieses Fenster, wie um alle Öffnungen und Scheinöffnungen des Turmes findet sich die bereits beschriebene vorspringende Fasche als Umrandung. Nach Norden und Süden wurde das Element Ochsenauge in Form von Blenden aufgegriffen.

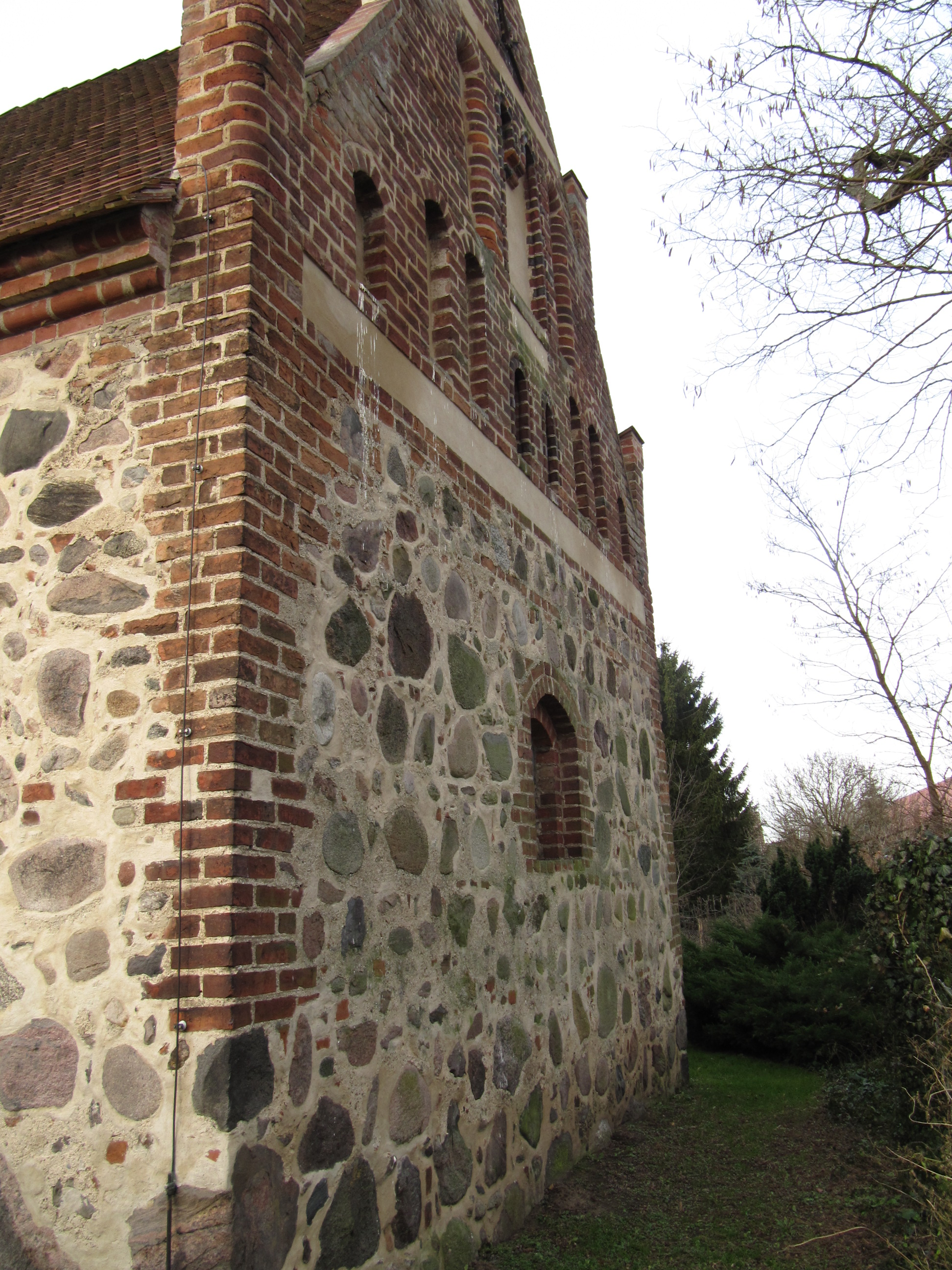
Ostwand

Ein schlichtes Gesims trennt optisch das untere Stockwerk des Westturms vom darüberliegenden Teil. Über dem Gesims wurde nach Westen ein Fenster in Form eines liegenden Rechtecks verbaut. Auch dieses Detail wurde aufgegriffen und in Form von Blenden auf der Nord- und Südseite imitiert. Über diesem Fenster beziehungsweise den Blenden befinden sich dekorative Elemente in Form liegender, leicht hervortretender Doppel-T und korbbogige Schallöffnungen. Nach Westen und Osten öffnet sich über den Schallöffnungen beziehungsweise unter der Traufe des Turms noch ein weiteres, ein kleines segmentbogiges Fenster. Als vertikale Elemente betonen über die gesamte Höhe Ecklisenen die Kanten des Turms. Das Dach zeigt die typische barocke Form einer Turmhaube. Sie wurde mit Schiefer gedeckt. Auf die Haube wurden nochmals zwei kleinere Hauben gesetzt. Die Spitze bildet eine Turmkugel und eine Wetterfahne.
Das Schiff aus Feldsteinen hat einen rechteckigen Grundriss. In der nördlichen Außenmauer gibt es drei Metallgitterfenster in flach sitzenden Korbbögen. Die Einfassungen sind, da die Fenster in ihrer heutigen Form nachträglich verbaut wurden, mit Ziegelsteinen ummauert. Das Glas der Fenster ist farblos. In der Südwand gibt es zwei gleichartige Fenster. Zwischen diesen befindet sich ein verblendetes, spitzbogiges Stufenportal und ein spitzbogiges Blendfenster. Diese waren frühere Öffnungen im Mauerwerk, die nachträglich mit Ziegelsteinen zugesetzt wurden. Rechts des östlichen Fensters erkennt man noch zugesetzte Reste eines weiteren vormaligen Spitzbogenfensters. Auf der Ostseite findet man ebenfalls das ursprüngliche Mauerwerk aus Feldsteinen. Zentral gibt es ein kleines und schlichtes Segmentbogenfenster mit aus Ziegeln gemauerter Einfassung und Metallgitter. Auffällig gestaltet ist der Giebel. Dieser wurde vollständig aus Ziegeln gemauert. Entlang des Ortgangs gibt es fünf Giebelzinnen. Die Giebelwand wurde mit zwei Reihen Blendarkaden verziert. Neben den Blenden gibt es mittig zwei schmale Fensteröffnungen. Die Traufe des Schiffs wird von einem Traufgesims begleitet, welches sich über den Westgiebel bis in das Gesims des Turms fortsetzt. Das Satteldach des Schiffs ist mit roten Biberschwänzen gedeckt.

## Innenausstattung

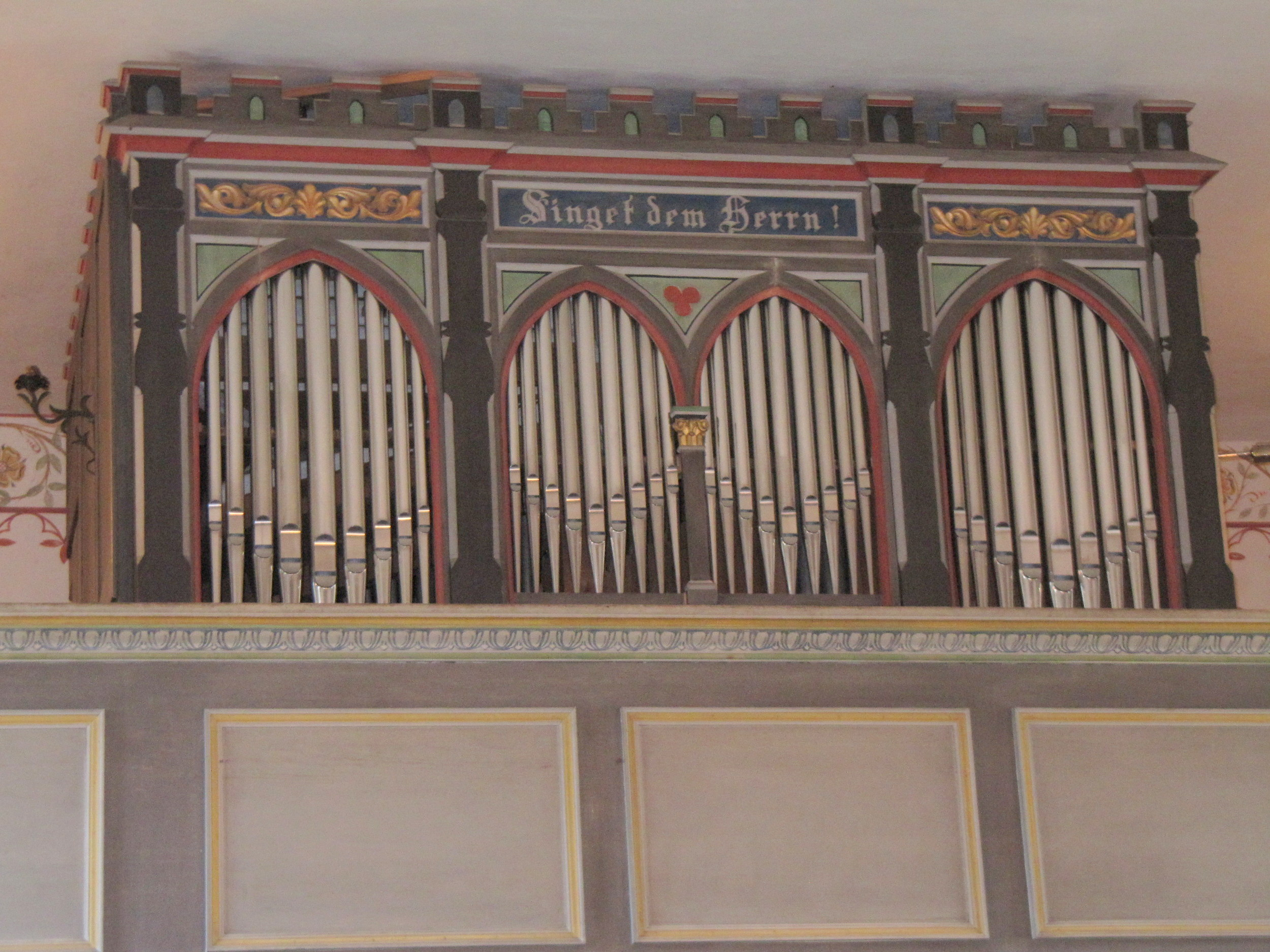
Eifert-Orgel

Im Inneren der Kirche befindet sich barocker Kanzelaltar in der Ostempore. Die weitgehende Gestaltung des Inneren der Kirche stammt aus dem Jahr 1906, als eine umfassende Restaurierung und ein Umbau vorgenommen wurden. Im Schiff sind Ecken, Einfassungen der Kirchenfenster und die Ostwand mit verschiedenen Motiven rankender Pflanzen verziert. Die Decke schmückt eine sternförmige Rosette ebenfalls mit unterschiedlichen Pflanzenmotiven wie Wein, Efeu und Passionsblumen. Aus dem Jahr 1724 stammt ein hölzerner Kanzelaltar mit einer Kanzelempore. Mit Weinlaub und Ähren umwundene Säulen des Portikusaltars tragen ein Gebälk mit Bekrönung. Auf der Westempore steht eine Orgel aus dem Jahr 1905 beziehungsweise 1906. Diese wurde vom Orgelbauer Adam Eifert aus Stadtilm gebaut. Die Orgel besitzt neun Register. 2005 wurde sie restauriert. Die Glocke stammt aus dem Jahr 1740.